# Quảng trường Thánh Phêrô

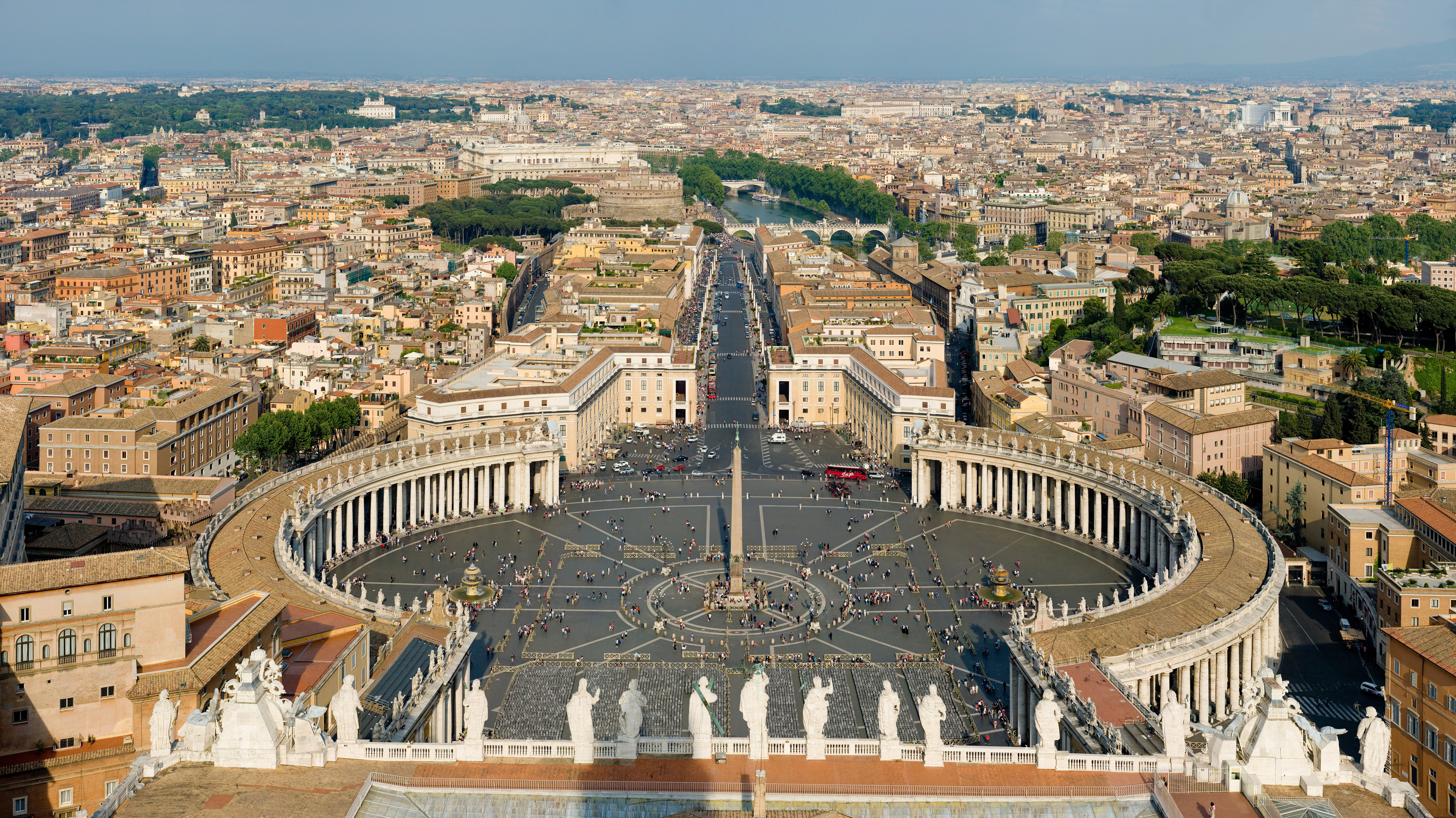
Quảng trường Thánh Phêrô

Quảng trường Thánh Phêrô (tiếng Ý: Piazza San Pietro) là quảng trường lớn nằm trước Vương cung Thánh đường Thánh Phêrô ở thành quốc Vatican. Tổ hợp công trình này là hình ảnh biểu tượng cho quốc gia Vatican, Tòa Thánh, và Giáo triều Rôma.
Quảng trường và như kiến trúc hành lang Colonnade được thiết kế bởi Lorenzo Bermini và được xây dựng từ năm 1655 đến năm 1667 dưới triều của Giáo hoàng Alexanđê VII. Trên nóc của hành lang là tượng của 140 vị thánh được điêu khắc từ năm 1662 đến năm 1703.
Tâm của quảng trường là cây cột đá Obelisk Ai Cập cổ đại như một tấm bia cổ xưa nhất nơi đây. Trước đó, cột này được dựng ở vận động trường của vua Nero, cách nơi đây 100 mét (là địa điểm nhà thờ Thánh Phêrô hiện nay).
Cột được dời ra đây từ năm 1586 với công dụng như chiếc đồng hồ mặt trời, vào lúc 12 giờ trưa bóng cây cột sẽ chiếu xuống ngay chiếc dĩa bằng đá cẩm thạch trắng. Đối xứng hai bên cây cột là hai bồn phun nước bằng đá. Bồn ở hướng Nam là công trình của Carlo Maderno được tạc vào năm 1613 và bốn hướng Bắc của Carlo Fontana tạo dựng vào năm 1677.